# Paradis retrouvé
Albums de Christophe
Aimer ce que nous sommes
(2008) Intime
(2014)
Paradis retrouvé, Volume 1 est le quatorzième album studio de Christophe, sorti le 18 mars 2013. Il s'agit d'un album compilatoire d'anciennes maquettes jusqu'ici inédites.
Le  Volume 2 de cet album n'est jamais sorti.

## Liste des pistes
| No  | Titre                           | Durée |
| --- | ------------------------------- | ----- |
| 1.  | Silence on meurt                | 3:35  |
| 2.  | Fairlight                       | 4:44  |
| 3.  | Baby the Babe                   | 3:32  |
| 4.  | Take a Night                    | 4:37  |
| 5.  | Night Welcome                   | 5:26  |
| 6.  | Take It                         | 4:36  |
| 7.  | Stay Away                       | 6:56  |
| 8.  | L'italiano                      | 4:18  |
| 9.  | Carrie                          | 3:02  |
| 10. | Harp Odyssey                    | 2:26  |
| 11. | Hommage à Jean-Michel Desjeunes | 4:43  |
| 12. | Same Thing                      | 3:40  |
| 13. | I Sing for...                   | 3:38  |

## Classement hebdomadaire
| Classement (2013)            | Meilleure position |
| ---------------------------- | ------------------ |
| Belgique (Wallonie Ultratop) | 38                 |
| France (SNEP)                | 35                 |